# Конзервација и рестаурација предмета од сребра
Конзервација рестаурација предмета од сребра је активност посвећена заштити и очувању историјских и археолошких предмета од сребра. На предметима културне баштине овај рад обављају школовани или државно испитани рестауратори метала.
Кроз историју сребрни су предмети израђивани како би били коришћени у религиозне, техничке или кућне сврхе. Сам чин конзервације тежи како заштити тако и највећем успоравању пропадања поменутих предмета, те очувању истих за будућу упорабу. Конзерватори рестауратори при раду на сребрним предметима теже пре свега превенцији и уклањању површинске корозије.
Конзерватор рестауратор који ради на сребрним предметима мора бити упознат са технологијом и историјом обраде сребра, те мора познавати конзерваторско рестаураторску етику, савремене методе обраде ових предмета, такође мора познавати историјски уметнички развој обликовања сребра, али и основе научног испитивања поменутих предмета.

## Употреба
Сребро је један од племенитих метала, а вађење сребрне руде почело је негде око 4000. године пре Христа на подручју Анатолије, данашња Турска. Због изврсне ковности , сјаја и трајности сребро је коришћено у неколико сврха, попут израде накита, прибора за јело и посуђа, новца, те предмета који се користе у религиозним обредима. Такођер је коришћено и за превлачење других метала танким слојем сребра. Како је чисто сребро сувише меко додаје му се бакар за побољшање чврстоће. Најчешће кориштене легуре сребра су данас 925,900 и 800, с тиме да се код овог подразумева количина сребра на 1.000 делова легуре, остатак је у правилу бакар. Како је сребро врло осетљиво на тамњење данас су развијене и на тржишту се моги наћи најмање 2 легуре оријентисане на решавање овог проблема, Аргентиум стерлинг сребро, које осим бакра садржи и малену количину германијума у слитини, те легура сребра са малом количином платине. Обе су ове легуре врло отпорне на тамњење, но и доста скупље тако да се њихова употреба није одвише проширила.

## Тамњење сребра
Сви метали, с изузећем чистог злата, кородирају у додиру са околним атмосфером .
Висока релативна влажност ваздуха, те загађеност истог уобичајени су узроци корозије метала, укључујући сребро.
Као племенити метал сребро је отпорно на корозију али не у потпуности као злато или платина. Радило се о металном предмету или посребрењу, у додиру са ваздухом и сумпорним спојевима сребро постепено потамни.
Корозионом превлака резултат је хемијске реакције. У случају сребра овај је слој црне боје, те је по саставу сребрни сулфид. Ако предмет очистимо и уклонимо слој сулфида метал је опет сјајне бљештаво беле боје.
На неким је металима овај слој естески прихватљиве, лепе боје, те заштитних својстава, па га се у том случају назива патином - пример бакром превучених кровова или бронзаних скулптура и звона.

## Превентивна конзервација
Види чланак превентивна конзервација

### Складиштење и руковање
Примерено руковање, складиштење те конзерваторско рестаураторски захвати користе се у успоравању и спречавању пропадања сребрних предмета.
Метале је најбоље чувати у стабилној атмосфери ниске влажности ваздуха, најбоље до 40%, или ако је могуће мање. Сребро чувано на влажним местима врло брзо потамни. Дакако код предмета где је сребро комбиновано са материјалима органског порекла попут дрвета, слоноваче, односно кости или рожине најбоље је да предмете чувамо при релативној влази ваздуха од најмање 40 - 45% . Температура од 15 до највише 25 Ц, најбоље не више од 18 Ц. Разина расвете за нелакиране предмете дп 300 лукса, за лакиране до 150 лукса, за предмете код којих је сребро комбиновано са светлоосетљивим материјалом до 50 лукса (папир, тканине, обојена кожа или пергамент).
Код складиштења и излагања никако не користити материјале као што су кисели папир, дрво, филц, вуна, гума, те одређене врста лепка и боја. Код руковања са предметима обавезно користити полиетиленске, нитрилне или памучне рукавице.

### Превенција интеракције са сумпором
Сребро тамни пре свега због у ваздуху присутних сумпорних једињења.
Како би заштитили предмете, можемо их умотати у посебан папир или тканину који су натопљени металним солима које на себе вежу сумпорне спојеве. Такођер су у употреби и материјали који садрже активни угаљ.
Евентуално се може користити и РПА систем паковања јапанске тврке Митсубисхи Гас Цхемицал Цомпани, пре свега на археолошким предметима, иако изврсних особина овај је систем прилично скупа опција за чување предмета.

### Лакирање
Иако лакирање није идеалан начин заштите сребрних предмета, због своје незахтевности и једноставности извођења и данас је доминантан начин заштите предмета, како историјских, тако и археолошких. На историјским се предметима најчешће користе нитро лакови, најбоље су врсте посебно обликоване за ову сврху, попут Перлитола РЕ 1260 (некада Аустрија, након пропасти произвођача производи се у Немачкој), Агатеена Но 27 (САД) те Фригилене-а (Велика Британија), или акрилног лака Паралоид Б-72, код археолошких коришћење нитро лакова никако није препоручљиво .
Лак се наноси искључиво на потпуно чисте површине. Данас се све више препоручује наношење прскањем, но наношење четкицом, или потапањем такође се и даље користи.
Пре лакирања можемо предмете третирати БЕНЗОТРИАЗОЛом.
Данас је у фази испитивања и могућност примене Парилен( поли-пара-ксилилен) конформалних превлака, пре свега на археолошком материјалу, споменуте се већ дуго користе у индустријске сврхе, недостатак им је проблематична реверзибилност.
Било би вредно успитати и амерички производ Евербрите Протецта Цлеар, те немачки Пантарол А лак, по произвођачкој спецификацији оба су ова производа лако уклонива са третираних објеката.

## Историјске методе
Умеће израде сребрних предмета - сребрнарство, практикује се већ вековима. Сребрнар је осим израде својим купцима давао и савете како одржавати предмете. Овде ћемо навести 2 такова историјска примера:
1737. - "чисти их само са водом и сапуном, помоћу сунђера, потом их добро испери и осуши меком ланеном крпом, те их немој чувати на влажном месту јер им то штети"
1679. - "... трљај их одозго надоле, никако обратно, кружне делове трљај кружним покретима, не другачије, и немој никако за то користити креду, песак или со"
Иако стари ови савети нису битно другачији од данашњих упутстава за чишћење и ручно полирање сребра.

## Савремена пракса
Следећи одељци приказују различите начине чишћења предмета од сребра. Треба нагласити да примена неких од њих није препоручљива те да може довести до оштећења предмета (део о машинском полирању искључен је стога из овог превода изворног чланка са енглеске википедије!) . У Случају да нисмо сигурни пре било каковог деловања на предмету консултовати професионалног конзерватора рестауратора метала.

### Историјски предмети
На воду осетљиве делове објекта обложити пластелином или пластичном фолијом. Кашицу од таложене креде и дестиловане воде утрљавати на предмет (помоћу тампона вате или памучне крпе, односно мекше четкице за зубе) . Препоручљиво је деловање испробати на бази или комаду сребрног лима. Ако каша није прегруба након рада са њом предмет углачати крпом за полирање сребра. Потом га исперемо водом и што брже осушимо, након тога предмет умотамо у безкиселински папир и заваримо у полиетиленску врећицу. К предмету можемо додати и неки од материјала који на себе вежу сумпороводоник, на пример 3М траке против тамњења.

#### Вата натопљена абразивом
Вата натопљена абразивом и неким неполарним растварачем (вхите спирит, петролеј, бензин) може се набавити и готова, те је погодна за чишћење предмета који не могу бити у додиру са водом.
По чишћењу чисту вату натопити растварачем и одстранити евентуалне остатке абразивног средства.
Осим вате натопљене абразивом на историјским је предметима раширена и употреба мешавине таложене креде и воде.

#### Домаћа средства
Ту се може навести коришћење пасте за зубе, цигаретног пепела те воде у којој се кувао кромпир у љусци.
Популарна је и мешавина соли и соде бикарбоне која се користи у комбинацији са алу фолијом, или алуминијумским лонцем (предмете умотамо у фолију и прелијемо врућом отопином, код коришћења лонца предмете једноставно убацимо у алуминијумски лонац са врућом отопином).
Ако би се и одлучили за коришћење поменутих, по чишћењу предмете обавезно добро и темељно испрати, те осушити што брже, како би избегли стварање водених мрља.

#### Хемијска средства
Као најважније представнике можемо издвојити закисељен 8-10% раствор тиоурее, раствор 15% амонијум или 30% натријум тиосулфата, те ЕДТА отопину.Један амерички патент предлаже раствор аналоган раствору тиоурее - 12% калијум јодида, 3% Х2СО4, остало вода, но коришћење исте се не може препоручити.
Никако их не користимо на археолошком материјалу.
Купка на бази тиоурее је осим тога и прилично отровна, надаље тиоуреа је канцероген спој, па би предност требало дати тиосулфатним растворима, које су у поређењу са овима релативно неопасни.
При раду са овим растворима развија се гас водоник-сулфид, специфичног мириса на покварена јаја, овај је гас запаљив и отрован за удисање. Стога опрез, не радити код извора паљења или отвореног пламена, користити заштитну маску!

#### Електрохемијско чишћење
Најчешће се као електролит користи водени раствор натријум-хидроксида 2-5% но могу се користити и мање агресивне хемикалије попут натријум карбоната или натријум тетрабората. Предмет спајамо као катоду, значи на минус пол извора једносмерне струје, на плус пол, као аноду, плочу од нерђајућег челика.Јакост струје барем 1 А / дм 2, напон не више од 12 волти. Предмет уронимо у раствор у коју је већ уроњена анода, након 10 минута прекидамо поступак и предмет исперемо и истрљамо кредном кашом, те по потреби настављамо. На крају добро испрати и што брже осушити предмет.
Данас се ову технику препоручује изводити уз претходно мерење корозионог потенцијала, како би се прецизније одредили параметри поступка.
Треба споменути и Плецо - направу за Електролитско чишћење сребра, развијену у Швајцарској, ради се о Опен Соурце конзерваторском алату, сви су нацрти за исти јавно доступни.

#### Чишћење ултразвуком
Ултразвучна чишћење дуго је коришћено у индустријске сврхе, те у обртништву. Упркос ефикасности нерадо га се користи за чишћење металних предмета културне баштине. Предмет уронити у раствор на 2-3 минуте, затим прекинути поступак, проверити резултат и ако треба наставити поступак. Боље је користити вишекратна кратка излагања ултразвуку. У принципу могу се користити готове раствора за ултразвучно чишћење, но раствора које приредимо сами знатно су јефтиније, те знамо тачан састав раствора са којим радимо. Отопина тиоурее, те раствор тиосулфата, које се користе за хемијско чишћење могу се користити и за чишћење ултразвуком.
Нипошто не користити на предметима украшеним полудрагим и украсним камењем, коралима, бисерјем, Ћилибаром , гагатом, седефом, емајлом те Ниелом!
Нипошто не користити на археолошким предметима!

#### Чишћење ласером
Може се користити, но цена уређаја је за наше услове још увек превисока.

#### Чишћење плазмом
Може се користити, но цена уређаја је за наше услове још увек превисока, те треба нагласити да тренутно на тржишту и нема комерцијалнно произведених уређаја ове врсте.

## Структурна консолидација субјекта
Обично, уобичајене агресивне, инвазивне и иреверзибилне технике као што су тврдо и меко лемљење данас се у принципу могу користити само у врло ограниченом броју случајева, само ако су стварно потребне, а њихова употреба је првенствено намењена објектима који се још увек користе, а не музејским предметима. Предност је дакле реверзибилним и неинвазивним методама као што је лепљење (са или без арматуре).

### Археолошки предмети
Ова је група предмета посебно осетљива на погрешно донесене и непромишљене одлуке код планирања или извођења рестаураторског захвата. Велик проблем код археолошких предмета од сребра јест њихова крхкост, а до исте пак долази пре свега због састава легуре, те дуготрајућих корозионих процеса. Врло су проблематични и предмети код којих је услед корозије дошло до потпуне минерализације, тј.нестанка металне језгре.
Надаље као за обраду захтевније можемо издвојити и позлаћене те нијелиране предмете.
Чистимо пре свега механички и то или сувим поступком или благим абразивима помешаним са неким неполарним растварачем, мешање истих са водом боље је избегавати.
Нипошто не користити ултазвук!
За лепљење делова пре свега користити реверзибилне материјале попут угушћеног раствора Паралоида Б 72, иреверзибилне је материјале у принципу боље избегавати. За ојачања користити фину стаклену или полиестерну тканину (Холитекс или Ремаи).
За стабилизацију можемо користити БЕНЗОТРИАЗОЛ, уз напомену да је и овде боље користити неке нове мање токсичне инхибиторе корозије, као једноставно средство може се користити хлорофил. Треба нагласити да је БЕНЗОТРИАЗОЛ по прописима важећим на територији Европске уније твар штетна по здравље, тако да са истим можемо радити само уз спроведене мере заштите на раду.
Као заштитна превлака може се користити Паралоид Б-72 (или Паралоид Б 67 - растворљив у ваит спириту), те восак Ренаисанс Вакс.

### Књиге
- Selwyn, L. Metals and Corrosion: A Handbook for Conservation Professional, Ottawa 2004.
- Catello, D. Il restauro delle opere in argento (Restoration of silver artifacts), Napulj 2008.
- Catello,C.  Argenti antichi. Tecnologia, restauro, conservazione. Rifacimenti e falsificazione,Sorrento 2000.
- Schmidt-Ott, K. Reinigung von Silberoberflaechen, Stuttgart 1996.
- Cronyn, J. M. The Elements of Archaeological Conservation, London 1990.

### Часописи
- Wanhill, R.J.H., 2000, Brittle archaeological silver. Identification, restoration and conservation, Materialen, 16, 30– 5; also NLR Technical Publication NLR.
- Wanhill, R.J.H., Steijaert, J.P.H.M., Leenheer, R., and Koens, J.F.W., 1998, Damage assessment and preservation of an Egyptian silver vase (300-200 BC), Archaeometry, 40, 123-137.
- Равич И. Г., Шемаханская М. С., ГринкругМ. С. К вопросу о восстановлении хрупкого археологического серебра // Реставрация, исследование и хранение музейных художественных ценностей / ГЕЛ. Информкультура. - М., 1978. Выл. I. -С. 12.
- Равич И. Г. Металлография начальных стадий межкристаллитной коррозии хрупкого арх. серебра // Реставрация памятников истории и культуры / ГБЛ. Информкультура,/Экспресс-информация. - M., 1984. - С 4-6.
- Ravich, I.G., 1993, Annealing of brittle archaeological silver: microstructural and technological study, in 10th Triennial Meeting of the International Council of Museums Committee for Conservation, Preprints of the Seminar: August 22/27, 1993, II, 792-795, Washington, D.C., U.S.A.
- Niemeyer, B., 1997, Early 20th-century restorations and modern conservation treatments on archaeological silver objects, Metal 95, Proceedings of the International Conference on Metals Conservation (eds. I.D. MacLeod, S.L. Pennec and L. Robbiola), 190-195, James & James (Science Publishers) Ltd, London, U.K.
- Bennett, A., 1994, Technical examination and conservation, Chapter 2 in The Sevso Treasure Part One, Journal of Roman Archaeology, Supplementary Series
- Costa, V. The deterioration of silver alloys and some aspects of their conservation. Reviews in Conservation. The Internacional Institute for Conservation of Historic and Artistic Works. N° 2. 2001. Number Twelve.
- Sease, Catherine; Selwyn, Lyndsies; Zubiate, Susana; Bowers, David F.; Atkins, David R. Problems with coated silver: whisker formation and possible filiform corrosion. Studies in Conservation n° 42. 1997.
- Jett,P.R., Two Examples of the Treatment of Ancient Silver, Current Problems in the Conservation of Metal Antiquities, International Symposium on the Conservation and Restoration of Cultural Property, Tokyo National Research Institute of Cultural Properties, Japan 1993
- Budija, Goran. Čišćenje, zaštita i održavanje umjetničkih predmeta i starina od srebra. // Vijesti muzealaca i konzervatora. 2/3 (2001)
- Daniels, V. D., and S.Ward. 1982. A rapid test for the detection of substances which will tarnish silver. Studies in Conservation27:58–60.
- Duncan, S.1986b. Protection of silver against sulfide tarnishing. Conservation Research Report V9, The British Museum, London.
- Duncan, S.1987. Evaluation of four different hydrogen sulfide scavengers. Conservation Research Report V30, The British Museum, London.
- Franey, T. P., G. W.Kammlott, and T. E.Graedel. 1985. The corrosion of silver by atmospheric sulfurous gases. Corrosion Science25, 2:133–143.
- Bradley, S. M.1989. Hydrogen sulfide scavengers for the prevention of silver tarnishing. In Environmental monitoring and control, Dundee: SSCR and the Museums Association. 6567.
- Hallett, K., D.Thickett, D.McPhail, and R.Chater. 2003. Application of SIMS to silver tarnish at the British Museum. Applied Surface Science 2003-2004: 789–792.
- Lee, L. R.1996. Investigation of materials to prevent the tarnishing of silver. Conservation Research Report 1996/1, The British Museum, London.
- Thickett, D., and M.Hockey. 2003. The effects of conservation treatments on the subsequent tarnishing of silver. In Conservation science 2002, eds. J.Townsend, K.Eremin, and A.Adriaens. London: Archetype Publications Ltd.155–161.
- Wilthew, P.1981. The effect of cleaning treatments on the long term tarnishing of silver. Conservation Research report III 13, The British Museum, London.
- THE EFFECTS OF FINGERPRINTS ON SILVER

Vanessa Cheel, Peter Northover, Chris Salter, Donna Stevens, Geoff Grime, Brian Jones,izlaganje na konferenciji METAL 2010,Charleston 2010,Conference preoceedings
- Ellen van Bork, Sara Creange, Ineke Joosten.2010.Blisters in fire gildings on silver...,Metal 2010. Conference proceedings,Charleston 2010.
- Geraldine Marchand, Elodie Guilminot, Stéphane Lemoine, Loretta Rossetti, Michelle Vieau, Nicolas Stephant Degradation of archaeological horn silver artefacts in burials,Heritage Science 2014, 2:5
- Eggert,G.;Spiering,B. Naturwissenschaftliche Untersuchung des Silberschatzes von Resafa,

članak u : T. Ulbert, Der kreuzfahrerzeitliche Silberschatz aus Resafa-Sergiupolis, Resafa III,
Mainz 1990.. стр. 7-103
- Eggert,G. Die Sprödigkeit des Resafasilbers und die Konsequenzen für seine Restaurierung,

članak u : T. Ulbert, Der kreuzfahrerzeitliche Silberschatz aus Resafa-Sergiupolis, Resafa III,
Mainz 1990.. стр. 104-109
- G Marchand, R Chevallier, E Guilminot, L Rossetti, S Lemoine, M Vieau :

Study of the conservation treatment applied to the archaeological horn silver artefacts,članak u METAL 2013,Edinburgh 2013,Conference Proceedings
- J Contreras-Vargas, J L Ruvalcaba-Sil, F J Rodríguez-Gómez :Effects of the cleaning of silver with acidified thiourea solutions,članak u METAL 2013,Edinburgh 2013,Conference Proceedings
- E. Brown Vying for Control: Using Acidified Thiourea Gel to Remove Tarnish from Gilt Silver and Gold, članak u METAL 2016, New Delhi 2017, Conference Proceedings
- G. Aubert, J. Saunders, S. Golfomitsou Silver Cleaning: Comparative Study of Three Commercial Polishers and Their Use on Islamic Historical Metalwork, članak u METAL 2016, New Delhi 2017, Conference Proceedings

### Видео записи везани уз конзервацију сребра
- Understanding How Silver Objects Tarnish
- Re-Constructing Silver Objects from the Staffordshire Hoard
- Hoard Conservation Blog July 12: Niello Project .
- .Preventive Conservation Intern Blog - Protecting the Silver Collection .
- Science Nation: "Silver Saver" - Nanotechnology Keeps the Shine on Silver